# Vovciîneț, raionul Ivano-Frankivsk, regiunea Ivano-Frankivsk
Vovciîneț (în ucraineană Вовчинець) este o comună în orașul regional Ivano-Frankivsk, regiunea Ivano-Frankivsk, Ucraina, formată numai din satul de reședință.

## Demografie
Componența lingvistică a comunei Vovciîneț
     Ucraineană (99,85%)
     Alte limbi (0,16%)
Conform recensământului din 2001, majoritatea populației comunei Vovciîneț era vorbitoare de ucraineană (99,85%), existând în minoritate și vorbitori de alte limbi.